# 乔纳·罗姆
乔纳·罗姆（英語：Jonah Lomu，1975年5月12日—2015年11月18日）是一位新西兰橄欖球运动员。1994年首次参加国际赛事，以19岁又45天成为紐西蘭國家橄欖球隊歷史上最年轻的球员。他在场上的位置是侧翼，國際賽生涯累计參加63場並獲得37次達陣。他被认为是首位真正的橄榄球国际超级明星，也因此对橄榄球比赛影响巨大。2007年10月，罗姆被引入国际橄榄球名人堂。2011年10月24日，他被引入世界橄榄球名人堂。